# Backplate (Fotografie)
Der Begriff Backplate hat sich in der Fotografie als  Fachbegriff für großformatige Hintergrund- und Übersichtsfotos mit hoher Auflösung und Farbtiefe etabliert.

## Technik und Verwendung
Diese mit digitalen Mittelformat- oder noch stärker spezialisierten Kameras aufgenommenen Fotos, meist von Landschaften, Straßen und Städten, dienen in der Werbefotografie, der Produktvisualisierung und im Marketing als Hintergründe für freigestellte Objekte. Backplates werden auch in CGI-Projekten verwendet, wo sie 3D-Videoanimationen einen realistischen Hintergrund verleihen. Darüber hinaus kommen Backplates bei großformatiger Plakatwerbung an Gerüsten und bei Messeauftritten zum Einsatz.
Farbraum, Farbtiefe und Auflösungen von bis zu 100 Megapixel führen bei unkomprimierten Bildern im TIFF- oder RAW-Format bis zu 6 GB großen Dateien. Bei der Produktion werden Lichtverhältnisse, Kameraposition, Format und vor allem die Randzugaben so gewählt, dass den Grafikern und Bildbearbeitern später genug Spielraum für Anpassungen bleibt, ohne dass Schärfe und Flexibilität verlorengehen.

### Bewegtbild
Backplate-Videos sind Filmsequenzen hoher technischer Qualität, die sich – auch in Sachen Lichtsetzung und Kameraführung – als bewegte Hintergründe eignen. Typisches Beispiel solcher Montagen sind (meist kurze) Szenen fahrender, auch computeranimierter Autos.